# 흉노어
흉노어(匈奴語, Xiongnu)는 유라시아 스텝 동부의 유목민족이던 흉노족이 썼을 것으로 추정되는 가설적 언어이다. 흉노족의 소멸과 함께 고대에 이미 사어가 되었다.

## 계통
흉노어가 어떤 언어 계통에 속하는지에 대해서는 오랫동안 논쟁이 계속되고 있으며, 튀르크어족, 몽골어족, 예니세이어족, 인도이란어파, 고립된 언어 등 다양한 기원이 제기되었다.

### 튀르크어족 가설
고대 중국의 사료에서는 흉노를 고대 튀르크 민족들과 엮는 경향이 있다. 많은 학자들은 흉노족은, 적어도 구성원의 다수는 튀르크 언어를 사용했을 것이라고 추정한다.
Savelyev & 정충원(2020)의 연구에서는 고고유전학의 시점에서 볼 때 흉노는 다민족 집단이었을 것으로 보이며, 그럼에도 불구하고 흉노 인구의 주요 부분은 튀르크어를 사용했을 가능성이 높다고 말하고 있다.

### 예니세이어족 가설
20세기 러요시 리게티(Lajos Ligeti)가 흉노어의 예니세이어족 기원설을 처음 주장했고, 1960년대 에드윈 풀리블랭크가 이 이론을 발전시켰다. 특히 이 이론에서는 서흉노에 속해 있던 갈족이 예니세이인의 일파였다고 주장한다. 풀리블랭크와 보빈은 갈족이 흉노의 소수 지배층으로서 다른 튀르크족과 이란족을 다스렸다고 제안하였다. 김현진(Hyun Jin Kim)은 진서에서 발견되는 갈어 시를 예니세이어와 연결짓는 시도를 하였다.
그러나 Savelyev & 정충원(2020)은 흉노족이 현대 사모예드족과 유전적으로 강한 친연성을 가진 예니세이족과 달리 유전적으로 이란족과 더 일치한다는 점에서 이 가설에 의구심을 표하였다.

## 참고 문헌
- Hyun Jin Kim (2013). 《The Huns, Rome and the Birth of Europe》 (영어). Cambridge University Press. ISBN 978-1-107-00906-6.
- Hyun Jin Kim (November 2015). 《The Huns》 (영어). Taylor & Francis. ISBN 978-1317340904. 2022년 8월 21일에 확인함.
- Savelyev, Alexander; Jeong, Choongwoon (2020년 5월 7일). “Early nomads of the Eastern Steppe and their tentative connections in the West”. 《Evolutionary Human Sciences》 (영어) 2. doi:10.1017/ehs.2020.18. hdl:21.11116/0000-0007-772B-4. PMC 7612788. PMID 35663512.
- Vovin, Alexander (2000). “Did the Xiong-nu speak a Yeniseian language?”. 《Central Asiatic Journal》 (영어) 44 (1): 87–104. JSTOR 41928223.
- Vovin, Alexander (2003). 《Did the Xiongnu speak a Yeniseian language? Part 2: Vocabulary》 (영어). Altaica Budapestinensia MMII.
- Vovin, Alexander; Edward Vajda; Étienne de la Vaissière (2016). 《Who were the *Kjet (羯) and what language did they speak?》 (영어). Journal Asiatique.
- Vovin, Alexander (2015). 《ONCE AGAIN ON THE ETYMOLOGY OF THE TITLE qaγan》 (영어). Cracovie: Studia Etymologica Cracoviensia. 2022년 8월 21일에 확인함.